# Król Ghidora
Król Ghidora (jap. キングギドラ Kingu Gidora; ang. King Ghidorah lub Ghidrah) – fikcyjny, gigantyczny potwór (kaijū), znany z serii japońskich filmów typu kaijū wyprodukowanych przez wytwórnię Tōhō.  Jeden z najbardziej znanych antagonistów Godzilli.

## Opis

### Wygląd
Król Ghidora jest chodzącym na dwóch nogach smokiem o trzech rogatych głowach z kolcami na długich szyjach, przypominających Smoki Orientalne. Jego przednie kończyny są przekształcone w błoniaste skrzydła. Posiada dwa okazałe ogony zakończone kolczastymi maczugami. Jest pokryty złotą łuską. Zionie grawitacyjnymi promieniami w postaci żółtych błyskawic. W filmie Godzilla kontra Król Ghidorah  staje się cyborgiem, który za mechaniczne części ma środkowy łeb i szyję, skrzydła, korpus, golenie oraz końcówki ogonów, a ze środkowej paszczy emituje potrójny laser.
Wzorowany był na smokach z chińskiej mitologii, Yamata no Orochim z japońskiej mitologii oraz Żmiju Gorynyczu z Trójgłowego smoka z 1956 roku. Imię Ghidory nawiązuje do japońskiego zapisem imienia Hydry lernejskiej z mitologii greckiej – Hidora (jap. ヒドラ).

### Wymiary
| Okres     | Wysokość (m) | Rozpiętość skrzydeł (m)                     | Masa (tys. t)                             |
| --------- | ------------ | ------------------------------------------- | ----------------------------------------- |
| 1964-1975 | 100          | 150                                         | 30                                        |
| 1991      | 150          | 175 (Król Ghidora) 140 (Mecha Król Ghidora) | 70 (Król Ghidora) 80 (Mecha Król Ghidora) |
| 1998      | 40-60        | 50-80                                       | 25-50                                     |
| 2001      | 49           | 93                                          | 25                                        |
| 2017      | 20 000       | nieznana                                    | nieznana                                  |
| 2019      | 158,8        | nieznana                                    | 141,056                                   |

### Następcy
Na Ghidorze wzorowanych jest kilka innych potworów stworzonych przez wytwórnię Tōhō: Desghidorah – trójgłowy czworonożny smok z filmu Rebirh of Mothra z 1996 roku; Keizer Ghidorah – trójgłowy, czworonożny, skrzydlaty smok będący drugą postacią potwora o imieniu Monster X z filmu Godzilla: Ostatnia wojna z 2004 roku i finałowy przeciwnik Godzilli w tym filmie; oraz Mammoth Bosquito – dwugłowy skrzydlaty smok z filmu tokusatsu Gekijōban Chōsei Kantai Sazer X: Tatakae! Hoshi no Senshitachi z 2005 roku.

## Historia

### Seria Shōwa
Po raz pierwszy Król Ghidora pojawił się w filmie Ghidorah – Trójgłowy potwór w 1964 roku. Był kosmicznym potworem, który 5 tysięcy lat temu zniszczył cywilizację na Wenus (w amerykańskiej wersji to był Mars). Jedna z ostatnich osób, która w ostatniej chwili opuściła planetę, opanowała ciało księżniczki Mas Seliny Salno, władczyni Selginy i informowała o przybyciu Ghidory na Ziemię. Potwór przybył na Ziemię w meteorze podczas deszczu meteorów i wylądował na górze Kurodake. Meteor jednocześnie emitował silny magnetyzm i rozrastał się. Wkrótce Ghidora wyłonił się z niego i niszczył wszystko na swej drodze. W swej niszczycielskiej wędrówce nawiedził Honsiu, Tokio i okolice góry Fudżi. Rząd japoński jak i cały świat był zaaferowany, ponieważ oprócz Ghidory pojawiają się Rodan i Godzilla. Ostatecznie padł pomysł, by Mothra przekonała Godzillę i Rodana do wspólnego frontu przeciw Ghidorze. Początkowo Ghidora walczy z Mothrą, która decyduje się na nierówną walkę po nieudanych pertraktacjach z Godzillą i Rodanem, i z łatwością się nią rozprawia. W ostatniej chwili dołączyli Godzilla i Rodan, którzy zdecydowali się walczyć z kosmicznym zagrożeniem. Po ciężkiej walce Ghidora został pokonany i uciekł z pola bitwy.
W filmie Inwazja potworów Król Ghidora terroryzował Planetę X i był nazywany „Potworem Zero” przez jej mieszkańców – Xilienów. Ci poprosili Ziemian o „użyczenie” Godzilli i Rodana, żeby mogły przepędzić z niej Króla Ghidorę w zamian za lekarstwo na raka. Ziemskie państwa zgodziły się na transakcję, widząc w tym okazję do pozbycia się potworów. Po przetransportowaniu Godzill i Rodana na Planetę X pojawił się Król Ghidora i stoczył z nimi bitwę, po której uciekł. Okazało się, że Król Ghidora był cały czas pod kontrolą Xilienów, którzy chcieli podbić Ziemi, a teraz dołączyli do niego Godzilla i Rodan. Wszystkie trzy potwory na rozkaz Xilienów atakują Ziemię. Po neutralizacji Xilienów wolny od kontroli Król Ghidora stoczył zażartą bitwę z Godzillą i Rodana, która skończyła ucieczką tego pierwszego i upadkiem ziemskich potworów do oceanu.
W filmie Zniszczyć wszystkie potwory Król Ghidora był pod kontrolą Kilaaków, rasy kosmitów, która planowała podbić Ziemię. Po zniszczeniu przez załogę Moonlight SY-3 urządzenia kontrolnego Kilaaków, ci wysłali Ghidorę jako asa w rękawie do obrony ich bazy u stóp góry Fudżi. Ostatecznie Króla Ghidora został pokonany i zabity przez połączone siły Godzilli, Anguirusa, Rodana, Gorozaura, Kumongi, Minyi i larwy Mothry. Podczas trzesięnia ziemi zwłoki potwora zniknęły w czeluściach ziemi.
Mimo to Król Ghidora powrócił w filmie Godzilla kontra Gigan kontrolowany przez kosmitów z Nebula M i wspierany przez Gigana. Kontrolując ich z Godzilla Tower w World Children’s Land, kosmici wysłają potwory do Tokio. Tam destrukcję miasta przerwali im Godzilla i Anguirus. Bitwa przeniosła do World Children’s Land, gdzie przy pomocy ludzi zostało zniszczone urządzenie kontrolne. Wolny od kontroli Król Ghidora nie był chętny do współpracy z Giganem i walczył z Anguirusem.  Po dość brutalnej bitwie ziemskie potwory przeganiają kosmiczne potwory uciekające w popłochu.
W serialu Zone Fighter Krol Ghidora był tym razem pod kontrolą Garogów, rasy kosmitów, rozkazujących mu zniszczyć urządzenie niwelujące zanieczyszczenie tlenkiem węgla. W porę przybył Hikaru Sakimori ze swym rodzeństwem i jako Zone Fighter powstrzymując kosmicznego potwora wygonił go na Wenus. Po tej akcji Zone Fighter powrócił na Ziemię, by ocalić swą rodzinę z rąk Garogów. Wkrótce Zone Fighter otrzymał nagły telefon o zawisłych w powietrzu samochodów. Była to sprawka przybyłego Ghidory. Jednak ta walka skończyła się porażką Zone Fightera. Po wyleczeniu ran Hikaru zdecydował się na rewanż z potworem. Zwabiwszy go na Wenus Zone Fighter ostatecznie pokonał Ghidorę, który w panice uciekł.

### Seria Heisei
Ghidora powrócił w serii Heisei, w filmie Godzilla kontra Król Ghidorah. Tym razem jednak nie był potworem z kosmosu, lecz powstał z trzech małych zwierzątek przywiezionych przez przybyszów z przyszłości – Doratów. W wyniku podróży w czasie do roku 1944 zostały one pozostawione na wyspie, na której w latach 50. XX wieku przeprowadzane były testy z bronią jądrową. Napromieniowane, połączyły się w jednego, trójgłowego potwora, który zaatakował Japonię w 1992 roku. Po przegranej walce z Godzillą (w wyniku której Ghidora stracił środkową głowę) i upadku na dno ocean, Emmy – podróżniczka w czasie, wróciła do 2204 roku, aby tam odnaleźć w morzu pozostałości Króla Ghidory. Po odnalezieniu cielska, zostaje ono zmodyfikowane, a części ciała, które z powodu Godzilli uległy zniszczeniu, zostały zastąpione mechanicznymi częściami. Tak narodził się Mecha Król Ghidorah (jap. メカキングギドラ Meka Kingu Gidora) – pół-robot, pół-potwór, który był całkowicie kontrolowany przez Emmy. Po skonstruowaniu cyborga, Emmy cofa się z nim ponownie do 1992 roku, aby za pomocą niego pokonać Godzillę.
W finałowej scenie filmu stoczył on walkę z Godzillą w Tokio; udało mu się skrępować potwora i wynieść go nad ocean – tam jednak został uszkodzony przez radioaktywny snop Godzilli i oba potwory spadły z dużej wysokości do oceanu. Po latach cielsko Mecha Króla Ghidory zostaje wyłowione, aby przy użyciu technologii przyszłości, dzięki której został stworzony, można było skonstruować Mechagodzillę.

### Rebirth of Mothra 3
W filmie Rebirth of Mothra 3 z 1998 r. pojawił się jako Wielki Król Ghidora (jap. グランドキングギドラ Gurando Kingu Gidora; ang. Grand King Ghidorah) – kosmiczny potwór z czasów prehistorycznych, przed którego atakami próbował bronić Japonię Mothra Leo; trójgłowy smok okazał się jednak na tyle potężny, że pokonał gigantyczną ćmę. Niezdolny go pokonać, Mothra Leo próbował nie dopuścić do jego powstania. W tym celu cofnął się w czasie do ery dinozaurów, kiedy Ziemię terroryzował Kredowy Król Ghidora (jap. 白亜紀キングギド Haku Aki Kingu Gidora; ang. Cretaceous King Ghidorah) – potwór, z którego do czasów współczesnych miał powstać Wielki Król Ghidorah, na razie jednak słabszy od swej współczesnej wersji. Mothrze Leo udało się go pokonać i – jak się wydawało – zniszczyć, wpychając go do wulkanu i topiąc w płynnej lawie. Ocalał jednak jego ogon, odcięty w czasie walki z gigantyczną ćmą, z którego w procesie regeneracji odrodził się cały trójgłowy smok; w rezultacie, mimo starań Mothry, mógł się on przemienić w potężnego Wielkiego Króla Ghidorę i zagrozić Japonii w czasach współczesnych. W finale filmu Mothra Leo przemienił się jednak w swą najpotężniejszą formę – Armor Mothrę. W tej postaci udało się jej ostatecznie pokonać i zniszczyć Wielkiego Króla Ghidorę.

### Seria Millennium
W filmie Wielka bitwa potworów z 2001 r. Król Ghidora po raz pierwszy i jak dotąd ostatni w serii był bohaterem pozytywnym; był jednym z trzech strażników broniących Japonii przed wielkimi niebezpieczeństwami (obok Mothry i Baragona). Wszyscy strażnicy zostali zbudzeni przez Hirotoshiego Isayamę, by powstrzymali Godzillę będącego personifikacją żądnych zemsty pomordowanych ludzi przez Japonię w czasach II wojny światowej. Początkowo nie był zdolny do lotu. W finale filmu wspólnie z Mothrą stoczył walkę z Godzillą w Jokohamie; w toku walki Ghidora został pokonany i padł nieprzytomny na ziemię, zaś Mothra została zniszczona radioaktywnym snopem Godzilli. Gigantycznej ćmie udało się jednak przekazać po śmierci całą swą energię Ghidorze, który teraz, z dodatkową mocą i uzyskawszy zdolność do lotu, powtórnie ruszył do walki z Godzillą. Choć początkowo udało mu się zepchnąć Godzillę do morza, ostatecznie i on został zniszczony radioaktywnym snopem Króla Potworów. Później, w wodach Jokohamy po zabiciu przez Godzillę wszystkich trzech strażników, duch Króla Ghidory wraz z duchami Mothry i Baragona Ghidory, wszedł w ciało Godzilli i unieruchomił go wystarczająco długo, aby admirał Tachibana w łodzi podwodnej Satsuma mógł zranić potwora i doprowadzić do jego śmierci.

### Godzilla: The Planet Eater
Ghidora był opartą na czystej energii istocie, która pozwoliła na swobodne przechodzenie portali międzywymiarowych. 100 tys. lat temu Ghidora zniszczył rodzinną planetę Exifów – Exifcalus. Jednak Exifowie zaczęli czcić Ghidorę jako Złote Bóstwo, które karze dekadenckie cywilizacje. Prawdopodobnie w przeszłości nawiedzał Ziemię, co sugerują obecność wielogłowych smoków w słowiańskich i tureckich mitologiach oraz geometrycznych wzorów jego błyskawic w artefaktach wielu kultur.
Po zniszczeniu Mechagodzilla City, Metphies zaczął przekonywać uchodźców, że powodem, dla którego Haruo Sakaki nie został zasymilowany przez Nanometal, była boska interwencja boga imieniem Ghidora. W ten sposób utworzył się kult religijny, którego celem było wezwanie owego boga do zniszczenia Godzilli. Wywołany przez kultystów Ghidora pojawił się na Ziemi, jednak niszczył wszystko na swej drodze. Godzilla, wciąż uśpiony po zniszczeniu Mechagodzilla City, został zaalarmowany przez dziwne zdarzenie i obudzony. jednak Ghidora z łatwością pokonywał Godzillę, dla którego był czymś w iluzji. Skonfrontowany przez Haruo Metphies odpowiedział, że wypełnił swoją misję i wezwał  Ghidorę na Ziemię, by ofiarować mu zarówno Godzillę, jak i świat i będzie to największym błogosławieństwem dla wszystkich.
Martin Lazzari i Josh Emerson ustalili, że Ghidora nie pochodzi z tego wymiaru i prawa fizyczne nie mają wobec niego zastosowania. Co oznacza, że może nie tylko pokonać Godzillę, ale i zniszczyć całą planetę. Martin zdał sobie sprawę, że jedynym sposobem, aby stworzenie jak Ghidora działało w tym wymiarze, było to, że ktoś go prowadził, czyli Metphies. Z pomocą Martina i Mainy Haruo przerwał Metphiesowi kontakt z Ghidorą, dzięki czemu Godzilla mógł mieć kontakt fizyczny i pokonać Ghidorę, który uciekł przez portal międzywymiarowy. Haruo został ostrzeżony przez umierającego Methpiesa, że póki on żyje, tak Ghidora może wrócić. Zdecydował poświęcić swe życie w walce z Godzillą, by Ghidora nigdy nie wrócił na Ziemię.

### MonsterVerse
Według dr Ilene Chen, Ghidora żył już w czasach antycznych i był postrachem wśród wszelkich kultur, gdzie się pojawiał. Mógł dać początek legendom o istotach takich jak Hydra lernejska czy Tęczowy Wąż. W starożytnych zapiskach był określany jako „smok, który spadł z gwiazd”, co może sugerować jego pozaziemskie pochodzenie. Wedle udokumentowanych malowideł ścierał się wielokrotnie z Godzillą i Mothrą. Nazwa naukowa nadana przez Monarch brzmi Titanus Ghidorah i początkowo jest określany jako Potwór Zero. Ghidora nienawidził ludzkości i wykorzystywał każdą okazję, by atakować ludzi. Każda z głów miała własną osobowość. Środkowa głowa była liderem i karciła dwie pozostałe, prawa wykazywała lekką agresję, zaś lewa była ciekawska. Przed walką Ghidora rozpościerał skrzydła i trząsł podniesionymi ogonami, by przyjąć pozycję obronną i postawę zastraszającą.
W filmie Godzilla II: Król potworów zamrożone ciało Ghidory zostało odkryte przez zespół badawczy pod przewodnictwem Vivienne Graham w 2014 roku na Antarktydzie, a miejsce odkrycia nazwano Krater 32 (oryg. Outpost 32) i był określany jako Potwór Zero. Gdy grupa ekoterrorystów dowodzona przez Alana Jonaha zaatakowała placówkę, by wyswobodzić Potwora Zero jako część planu przywrócenia równowagi ekologicznej przy pomocy Tytanów. Podczas wymiany ognia z G-Team Potwór Zero został uwolniony dzięki dr Emmie Russell i zaczął niszczyć wszystko na swej drodze. Wkrótce na Antarktydę przybył Godzilla i stoczył potyczkę z Potworem Zero. Po tym Potwór Zero odleciał w kierunku Nowego Świata.
Gdy w Meksyku wyłonił się Rodan, zespół naukowy Monarchu odkrywa, że głos Rodana przyciąga nadciągającego Potwora Zero. Po zwabieniu Rodana do niego, oba potwory stoczyły pojedynek przegrany przez Rodana. Wkrótce nad oceanem Potwór Zero został zaatakowany przez Godzillę, który odgryzł mu prawą głowę. Gdy wojsko zdecydowało się zastosować wobec dwójki potworów Destruktor Tlenu (oryg. Oxygen Destroyer), okazało się, że Potwór Zero nie tylko przeżył, ale i odgryziona głowa odrosła. Jako nowy szczytowy drapieżnik rządził wszystkimi Tytanami i rozkazał im zniszczyć wszystkie ludzkie siedliska. Wkrótce okazało się, że Potwór Zero jako istota pozaziemska to gatunek inwazyjny i w ukształtowanym pod siebie ekosystemie nie ma miejsca na ludzkość. Już oficjalnie określany jako Ghidora rozpoczął zniszczenie Waszyngtonu u boku Rodana, który stał się jego oddanym sługą.
Madison Russell przerażona tym, co jej matka pomogła uwolnić, wykradła ORKĘ i przyniosła ją do Fenway Park, gdzie nadała sygnał uspokajający Tytanów i zwabiła Ghidorę do Bostonu. Tam Ghidora próbował ją zabić, jednak zregenerowany Godzilla przybył do miasta i rozpoczął ostatni pojedynek z Ghidorą. Początkowo Ghidora wygrywał, jednak do bitwy dołączyła Mothra. Gdy wezwany przez niego Rodan i Mothra walczyli w powietrzu, kontynuował walkę z Godzillą na ziemi. Obecna w Bostonie Emma Russell uruchomiła ORKĘ, by odwrócić uwagę Ghidory od pokonanego Godzilli. To pozwoliło ocalić resztkę ludzi i zregenerować się w pełni Godzilli energią Mothry, dzięki czemu mógł impulsem zniszczyć Ghidorę. W scenie po napisach końcowych rybacy Isla de Mara ofiarowują odgryzioną tam głowę Ghidory Jonahowi i jego ludziom.

## Odniesienia w kulturze popularnej

### Film
- Podczas finałowego pościgu w Wielkiej przygodzie Pee Wee Hermana zostaje minięte studio, gdzie japońska ekipa filmowa kręci walkę Godzilli i Ghidory. Postacie zostały wykorzystane bez zgody Tōhō, które pozwało Warner Bros.[21][22].
- Głos Króla Ghidory z serii Shōwa został wykorzystany jako dzwonek telefoniczny SSSP z serialu Ultraman i dźwięki statku kosmicznego Virasjan z filmu Gamera vs. Viras[23].

### Telewizja
- Król Ghidora z serii Shōwa pojawia się w kilkakrotnie w Urusei Yatsura. W odcinku pt. Happi Bāsudē Mai Dārin (jap. はっぴいバースデーマイダーリン) pojawia się na ekranie automatu do gier[24]. W odcinku pt. Moe yo Kakushi Gei! Kono Michi Itchoku Sen (jap. 燃えよかくし芸！この道一直線) jest wizualizacją palcowego teatrzyku Lum i Ataru[25]. W odcinku Urusei Yatsura pt. Taikutsu Shindorōmu! Tomobiki Chō wa Izu ko he!? (jap. 退屈シンドローム！友引町はいずこへ!?) jest jednym z potworów z sennego wymiaru nawiedzającego rzeczywistość[26].
- Fragmenty filmu Ghidorah – Trójgłowy potwór z udziałem Ghidory pojawiły się w Chojraku – tchórzliwym psie w odcinkach Nowhere TV i Big Stinkin’ City[27]
- Energetyczny nietoperz z odcinka ThunderCats pt. Safari Joe wydaje z siebie głos Ghidory z serii Shōwa[28].
- Ghidora pojawia się w tłumie widzów 22. Światowego Turnieju Sztuk Walki w odcinku serialu animowanego Dragon Ball pt. Masa ka Gokū!? Kuririn no Dai-Sakusen (jap. まさか悟ご空くう!?クリリンの大だい作さく戦)[29].
- W Wojowniczych Żółwiach Ninja na jednej ścian domu Żółwi Ninja wisi plakat z potworem podobnym do Króla Ghidory[30].
- Pluszak w kształcie Ghidory pojawia w automacie z pluszakami w odcinku serialu animowanego Czarodziejki z Księżyca pt. Koisuru Kairiki shōjo, jupitā-chan (jap. 恋する怪力少女、ジュピターちゃん)[31].
- Grandora z anime Shinzo jest wzorowany na Ghidorze[32][33].
- Ling Ling z Przerysowanych w kilku odcinkach walczy z Ghidorą[34][35].
- W odcinku Wszyscy nienawidzą Chrisa pt. Everybody Hates Superstition Julius pyta się Chrisa czy ten sądzi, że Godzilla miał szczęście w pokonaniu Ghidory[36].
- Potwór Kotka Sassy (ang. Kittirah) z odcinka Mrocznych przygód Billy’ego i Mandy pt. Giant Billy and Mandy All Out Attack jest parodią Króla Ghidory[37].
- Król Ghidora pojawia się jako jeden ze złoczyńców w odcinku Miasteczka South Park pt. Imaginationland: Episode II[38].
- Trójgłowy potwór atakujący Japonię z odcinka Z życia nastoletniego robota pt. Samurai Vac jest parodią Króla Ghidory[39].
- W odcinku Wróżków chrzestnych pt. Formula For Disaster Puff zamienia się w trójgłowego smoka terroryzującego miasto[40].
- Jeden z potworów Molemana z Super Hero Squad pt. And Lo... A Pilot Shall Come! wygląda jak Król Ghidora[41].
- Kosmitka o wyglądzie Ghidory pojawia w odcinku Space Dandy pt. Onaji Baka nara Odoranya Son Jan yo (jap. 同じバカなら踊らにゃ損じゃんよ)[42].
- Lincoln z Harmidomu ma w swym pokoju zieloną zabawkę Ghidory[43].
- W odcinku W tę i nazad pt. The Matchmaker przechodząc przez międzywymiarowe drzwi Sylvia w jednym wymiarze jest trójgłowym kaijū[44].
- W odcinku Mistrzów kaijudo pt. Daikaijū, Nippon jōriku! Kojiro vs Jōtsu! (jap. 大怪獣、ニッポン上陸！　コジロvsジョーっ!) Kojiro przemienia w wielkiego kaijū terroryzującego Tokio o trzech formach. Trzecia forma jest parodią Króla Ghidory[45].

### Muzyka
- Japoński zespół hip-hopowy King Giddra oraz amerykański zespół surf rockowy King Ghidora nazwały się na cześć Króla Ghidory[46][47].
- Jednym z pseudonimów brytyjskiego muzyka hip-hopowego MF Dooma jest King Geedorah, którego używał głównie jako członek grupy hip hopowej Monsta Island Czars. Pod tym pseudonimem wydał też album pt. Take Me to Your Leader, którego okładka nawiązuje do Ghidory[48].
- Amerykański muzyk industrialny Klayton nagrał utwór pt. The Descent Of King Ghidora dla swego albumu FreqGen. Transmissions: Vol. 01[49].
- Amerykański muzyk Xephonzilla nagrał w 2004 roku utwór pt. Synchronized Fight : King Ghidora Vs. Baragon dla albumu Xephonzilla Vs Princess Army Wedding Combat[50].
- Ghidora jest tytułem albumu kanadyjskiego muzyka Haydena White’a z 2012 roku[51].

### Gry komputerowe
- Gahz’rilla z serii gier World of Warcraft jest podobna do Króla Ghidory[52].

### Komiks
- W drugim tomie mangi Wonder Life Król Ghidora atakował Brudnego Harry’ego, póki nie został powstrzymany przez P-Mana.
- Król Ghidora pojawia się w 5. i 8. tomie mangi Dr. Slump. W rozdziale 1. tomu pt. Kaijūhiroshi i jego animowanej adaptacji kryjówka doktora Monstera została nazwana na cześć Króla Ghidory[29][53][54].
- W drugim numerze komiksu Planetary na Wyspie Zero, będącej domem dla gigantycznych potworów, znajduje się szkielet trójgłowego potwora wyglądającego jak Król Ghidora[55].